# 오주연
오주연(1972년 9월 14일 ~ )은 대한민국의 성우이다. 1996년~1997년까지 대교방송 2기 공채 성우로 입사하여 활동하였다가 1997년 MBC 14기 공채 성우로 재데뷔했다.

## 주요 작품
- 꼬마마법사 레미(MBC) - 또미 역
- 꼬마마법사 레미 샵(MBC)
- 꼬마마법사 레미 포르테(MBC)
- 말괄량이 삐삐(KBS)
- 부메랑 파이터(MBC)
- 후르츠 바스켓(애니원) - 백장미 / 황보경 / 소년 역
- 디 아더스(MBC) - 앤 (알라키나 만) 역
- 겜블(MBC) - 리사 리슨 역
- 히트가이-J(애니원) - 린지 역
- 마법의 술(애니원) - 마우리치오 역
- 갓슈벨 - 파문 역
- 지구촌 리포트(MBC)
- 올 파이어드 업(SBS)
- 러브레터(SBS)
- 퐁네프의 연인들(SBS)
- 발렌타인 데이(SBS)
- 큐브 2(SBS) - 줄리아 (린지 코넬)
- 토리 고고(KBS) - 로리 역, 수지 역
- 우주소년 아톰(SBS) - 나나 역
- 용가리(KBS) - 로미스키 (조안나 파커) 역
- 슈가&스파이스(SBS) - 루시 (사라 마쉬) 역
- 스파이 키드 2(SBS) - 대통령의 딸(테일러 맘슨) 역
- 퀸 오브 뱀파이어(SBS)
- 피스메이커(SBS) - 상원의원(조안 코플랜드)
- 슈팅 라이크 베컴(SBS)
- 페이스 오프(SBS) - 이브 아처 (조안 앨런) 역
- 피너츠 송(SBS)
- 오세암(KBS) - 아이 2 역
- 상성 : 상처받은 도시(MBC) - 새봉 (수치) 역
- 브링 잇 온(MBC) - 케이시 (리니 벨) 역
- 비욘드 사일런스(MBC)
- 위트니스(MBC)
- 이연걸의 소림오조(MBC)
- 판타스틱 소녀 백서(MBC)
- 아담스 패밀리2(MBC)
- 스피시즈(MBC)
- 애정의 조건2(MBC)
- 고스트 앤 다크니스(MBC)
- 안녕 토토비(MBC)
- 마법천자문(MBC)
- 미호 이야기(투니버스) - 미호 / 토호 역
- 파이어 앰블럼(어린이TV) - 손녀 역
- 와일드 캣츠(어린이TV) - 보이드 역
- 뫼비우스의 띠(애니원) - 성채린 / 김 선생 역
- 마탐정 로키 라그나로크(애니원) - 안젤라 역
- 헌터X헌터(애니원) - 마치 역
  - 헌터X헌터 OVA(애니박스) - 마치 역
- 이누야샤 - 나락, 역발의 유라
- 말괄량이 마법학교 - 캠퍼스 대소동(SBS) - 캐스 역
- 천녀유혼(MBC)
- 훌라 걸스(MBC) - 사나에 (토쿠나가 에리) 역
- 당신이 잠든 사이에(MBC) - 조의 여친(크리스타 랠리)
- 리틀 킹(MBC)
- 스타키드(MBC)
- 어느 멋진 날(MBC)
- 아이언 마스크(MBC)
- 퀘스트(MBC)
- 피고인(MBC)
- 패트리어트(MBC)
- 사선에서(MBC)
- 사랑과 영혼(MBC)
- 콘헤드 대소동(MBC) - 리사 (리사 제인 퍼스키) 역
- 공포의 룸메이트(MBC)
- 머나먼 여정(MBC) - 몰리(머라이어 밀너)
- 나 홀로 집에(MBC) - 헤더 (크리스틴 민터)
- 블레이드(MBC)
- 스폰(MBC)
- 책상서랍 속의 동화(MBC)
- 스크림2(MBC)
- 마법의 나무(EBS)
- 틴틴의 대모험(MBC)
- 프로젝트 블루 지구 SOS(애니박스) - 빌리 / 마리 역
- 직스 레벨2(퀴니) - 제이다
- 풀 메탈 패닉 후못후(투니버스) - 미키하라 렌 / 담임선생님 / 와카나 요코
- 스톰 캐쳐(MBC)
- 만화열전 - 공포의 외인구단(MBC 라디오) - 현지
- 만화열전 - 호텔 아프리카(MBC 라디오) - 마리아
- 만화열전 - 마스카(MBC 라디오) - 하닷사
- 만화열전 - 레드문(MBC 라디오) - 태영 어머니
- 뮤턴트X(MBC 드라마넷)
- 크림슨 타이드(MBC)
- 그들만의 리그(MBC)
- 꿀꿀! 페파는 즐거워(EBS) - 페파 역
- 뚝딱뚝딱 밥 아저씨(EBS) - 빙빙이 역
- 미스 스파이더와 개구쟁이들(EBS) - 바운스 역
- 빵빵! 그림책 버스(EBS) - 통통이 역
- 야무야무 참참(EBS) - 야무야무 역
- 마우스 헌트(SBS) - 힐드(카밀라 소베그) / 기자(레슬리 업슨)
- 스노우보더(SBS)
- 인자무적(MBC)
- 리틀 빅 히어로(MBC) - 조이 (제임스 마디오)
- 천국의 아이들(MBC) - 어머니 (페레시테 사라반디)
- 레트로액티브(MBC) - 남자 아이(로비 티바웃 주니어)
- 윈체스터 73(MBC) - 제임슨 부인(버지니아 뮬렌) / 남자 아이(지미 호킨스)

### 광고
- 걸리버 네오미(구현대전자, 현SK하이닉스)

## 같이 보기
- 문화방송 성우극회